# Charistephane
Charistephane is een geslacht van ribkwallen uit de klasse van de Tentaculata.

## Soort
- Charistephane fugiens Chun, 1879